# Nathan Davis (hockey sur glace)
Pour les articles homonymes, voir Davis et Nathan Davis.
Nathan Davis (né le 23 mai 1986 à Rocky River, Ohio aux États-Unis) est un joueur professionnel américain de hockey sur glace.

## Carrière de joueur
En 2002, il commence sa carrière avec l'USA Hockey dans la NAHL. Il est choisi au cours du repêchage d'entrée 2005 dans la Ligue nationale de hockey par les Blackhawks de Chicago en 4e ronde, en 113e position. Il passe professionnel avec les IceHogs de Rockford dans la Ligue américaine de hockey en 2008.

## Statistiques

### En club
| Saison    | Équipe              | Ligue |    | Saison régulière | Saison régulière | Saison régulière | Saison régulière | Saison régulière |   | Séries éliminatoires | Séries éliminatoires | Séries éliminatoires | Séries éliminatoires | Séries éliminatoires |
| Saison    | Équipe              | Ligue | PJ | B                | A                | Pts              | Pun              | PJ               | B | A                    | Pts                  | Pun                  |                      |                      |
| 2002-2003 | États-Unis          | NAHL  | 20 | 2                | 3                | 5                | 23               | -                | - | -                    | -                    | -                    |                      |                      |
| 2003-2004 | États-Unis          | NAHL  | 11 | 3                | 6                | 9                | 17               | -                | - | -                    | -                    | -                    |                      |                      |
| 2004-2005 | Redhawks de Miami   | NCAA  | 38 | 14               | 11               | 25               | 30               | -                | - | -                    | -                    | -                    |                      |                      |
| 2005-2006 | Redhawks de Miami   | NCAA  | 37 | 20               | 20               | 40               | 34               | -                | - | -                    | -                    | -                    |                      |                      |
| 2006-2007 | Redhawks de Miami   | NCAA  | 42 | 21               | 29               | 50               | 24               | -                | - | -                    | -                    | -                    |                      |                      |
| 2007-2008 | Redhawks de Miami   | NCAA  | 21 | 8                | 9                | 17               | 14               | -                | - | -                    | -                    | -                    |                      |                      |
| 2008-2009 | IceHogs de Rockford | LAH   | 49 | 5                | 7                | 12               | 16               | -                | - | -                    | -                    | -                    |                      |                      |
| 2009-2010 | IceHogs de Rockford | LAH   | 23 | 8                | 3                | 11               | 10               | -                | - | -                    | -                    | -                    |                      |                      |

### En équipe nationale
| Année | Équipe     | Évènement                           |   | PJ | B | A | Pts | Pun               |  | Résultat |
| 2004  | États-Unis | Championnat du monde junior -18 ans | 6 | 1  | 1 | 2 | 2   | Médaille d'argent |  |          |
| 2006  | États-Unis | Championnat du monde junior         | 7 | 0  | 1 | 1 | 4   | 4e position       |  |          |
| 2007  | États-Unis | Championnat du monde                | 7 | 0  | 0 | 0 | 2   | 5e position       |  |          |

## Trophées et distinstions

### Central Collegiate Hockey Association
- Il remporte le Championnat avec les Redhawks de Miami en 2005-2006.